# Summum ius summa iniuria
Summum ius summa iniuria és un aforisme llatí que es pot traduir per "summe dret, summa injustícia", "a major justícia, major dany" o "summa justícia, summa injustícia", en el sentit que l'aplicació de la llei al peu de la lletra, o quan es prioritza un formalisme jurídic en contra de la defensa del principi de justícia, de vegades pot convertir-se en la major forma d'injustícia.
És una cita original de l'obra De officiis de Ciceró i va ser usada després per molts altres autors, ja que es va fer proverbial. Anteriorment, una frase amb sentit similar, ius summum saepe summast malitia, està dita per un personatge de la comèdia Heautontimorumenos de Terenci.
En la seva traducció de De officiis per a la  Col·lecció Bernat Metge, Dels deures (Llibre I), Eduard Valentí traduí el dictum així: "El dret extremat és l'extrema injustícia."